# For Never and Ever
For Never And Ever är ett album av Kill Hannah som släpptes 14 oktober 2003.

## Låtlista
Samtliga låtar skrivna av Mat Devine.
1. They Can't Save Us Now
2. Kennedy
3. 10 More Minutes With You
4. New Heart For Christmas
5. Boys And Girls
6. From Now On
7. Raining All The Time
8. Race The Dream
9. Unwanted
10. Is anyone Here Alive
11. On One Dreams Anyway

## Medverkande
- Dan Wiese – gitarr, pedaler
- Jon Radtke – gitarr, synth
- Mat Devine – sång, gitarr, piano
- Greg Corner – bas
- Garret Hammond – trummor